# Baby I Love U!
"Baby I Love U!" estilizado como "Baby I ♥ U!" é uma canção da cantora americana de R&B Jennifer Lopez, do seu álbum This Is Me… Then, lançado como single em 2004. No Reino Unido o single teve mais de 80.000 exemplares vendidos, nos Estados Unidos, o single não teve muito sucesso ficando no #72 na Billboard Hot 100.
"Baby I Love U!" contem uma amostra da música "Midnight Cowboy" de John Barry, música tema do filme Perdidos Na Noite. A versão remix da música tem a participação do cantor R. Kelly.

## Videoclipe
O videoclipe foi dirigido por Melert Avis. O clipe possui uma versão alternativa, contendo cenas do filme Contato de Risco, estrelado por Jennifer Lopez e Ben Affleck. Na sua versão oficial mostrada no DVD, The Reel Me, as cenas do filme não foram acrescentadas.

## Faixas e formatos
Reino Unido CD single
1. "Baby I Love U!" (Album Version)
2. "Baby I Love U!" (R. Kelly Remix)
3. "Baby I Love U!" (Video)

Holanda promo single
1. "Baby I Love U!" (Album Version)
2. "Baby I Love U!" (R. Kelly Remix)

## Desempenho
| Tabelas musicais (2004)                | Melhor posição |
| -------------------------------------- | -------------- |
| Europa - European Hot 100 Singles      | 12             |
| Irlanda - Irish Singles Chart          | 16             |
| Reino Unido - UK Singles Chart         | 3              |
| Estados Unidos - Billboard Hot 100     | 72             |
| Estados Unidos - Hot R&B/Hip-Hop Songs | 55             |